# Cratostigma gravellophila
Cratostigma gravellophila är en sjöpungsart som först beskrevs av Pérès 1955.  Cratostigma gravellophila ingår i släktet Cratostigma och familjen lädermantlade sjöpungar. Inga underarter finns listade i Catalogue of Life.